# Porsche Carrera GT
Porsche Carrera GT (код кузова 980) — среднемоторный суперкар, производившийся с 2004 по 2006 год компанией Porsche в Лейпциге (Германия).

## История

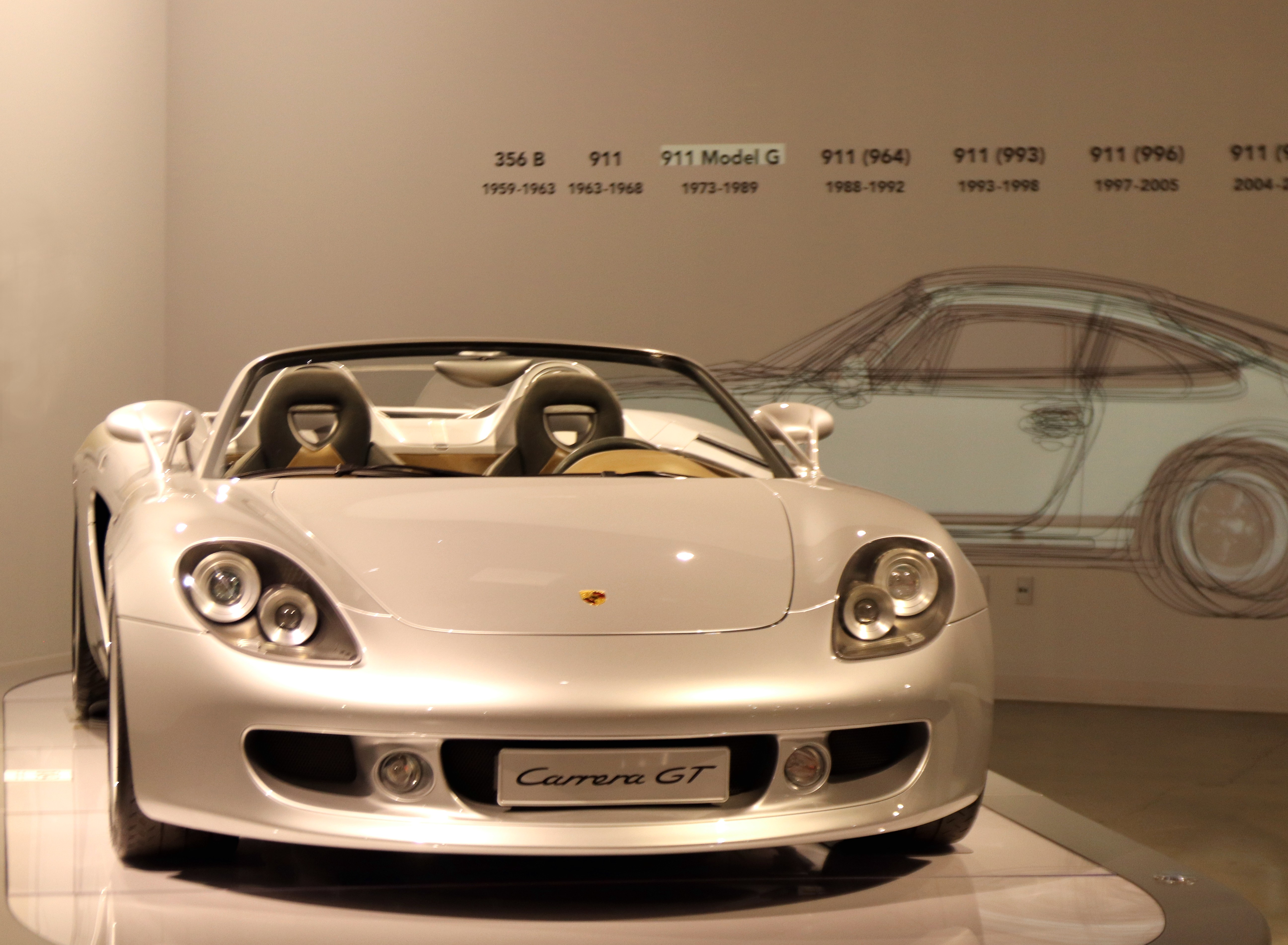
Porsche Carrera GT concept

На Женевском автосалоне 2000 года одной из самых значительных премьер стал суперкар-концепт Carrera GT, а серийным он стал только через 4 года. Фактически история этого проекта ещё длиннее, и всё началось с гоночного мотора разработанного для формульной команды McLaren в 1992 году. Финансовые трудности Porsche заставили работу по этому направлению приостановить. Потом его переделали под регламент гонок 24 часа Ле-Мана и снова забросили. В конце концов, глава Porsche Венделин Видекинг (англ. Wendelin Wiedeking) решил, что этому мотору самое место в будущем Carrera GT. Это V-образный 10-цилиндровый атмосферный двигатель рабочим объёмом 5,7 л мощностью 612 л. с с водяным охлаждением. Его потенциалу соответствовало всё остальное: 6-ступенчатая коробка передач с керамическим сцеплением, углекерамические тормоза и некоторые силовые элементы кузова, изготовленные из углеволоконного композита.
За три года производства на фабрике в Лейпциге собрали 1270 экземпляров, хотя ранее планировалось сделать 1500. Причина — введение новых требований в США по безопасности автомобилей, которые сделали бессмысленным дальнейшее производство или модернизацию этого суперкара, а также то, что идеал требует ограничений.
Однако вряд ли новые требования NHTSA к подушкам безопасности могли служить причинами остановки производства. Скорее всего, это были другие недостатки конструкции, такие как крайне малый дорожный просвет - 86 мм, делающий машину практически непригодной для езды по обычным дорогам. Также все традиционно для марки переднее багажное пространство занимал радиатор, а компоновка салона была строго двухместной - автомобиль просто не имел места для багажа.
Стараниями Вальтера Рерля, заводского тест-пилота марки и чемпиона по ралли, Porsche Carrera GT стал быстрейшим серийным автомобилем на Нордшляйфе Нюрбургринга, улучшить его рекорд в 7 минут 28 секунд смог на полсекунды лишь спорткар Pagani Zonda F только в 2007 году.

## Устройство
Автомобиль имел спечённый из углепластика кузов типа монокок, как на болидах Формулы 1. На Carrera GT устанавливался 5,7 литровый V10 двигатель, производящий 612 DIN (605 SAE) л. с. (450 кВт). Porsche заявили разгон до 100 км/ч за 3,9 с и максимальную скорость 330 км/ч. Автомобиль комплектовался только 6-ступенчатой механической коробкой передач.
Porsche Carrera GT имел 5 базовых цветов раскраски: GT Silver, Guards Red, Fayence Yellow, Basalt Black и Seal Grey. Есть также возможность заказа с завода других цветов.

## Характеристики

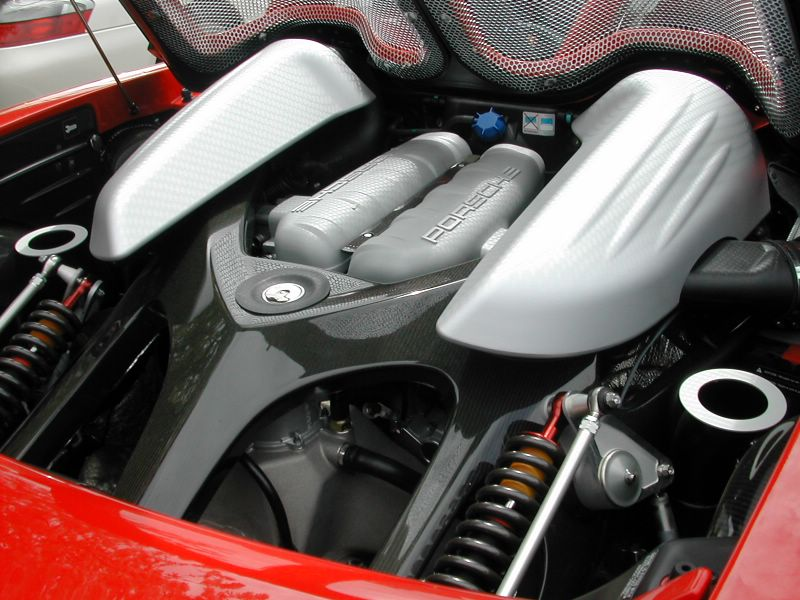
Двигатель Porsche Carrera GT

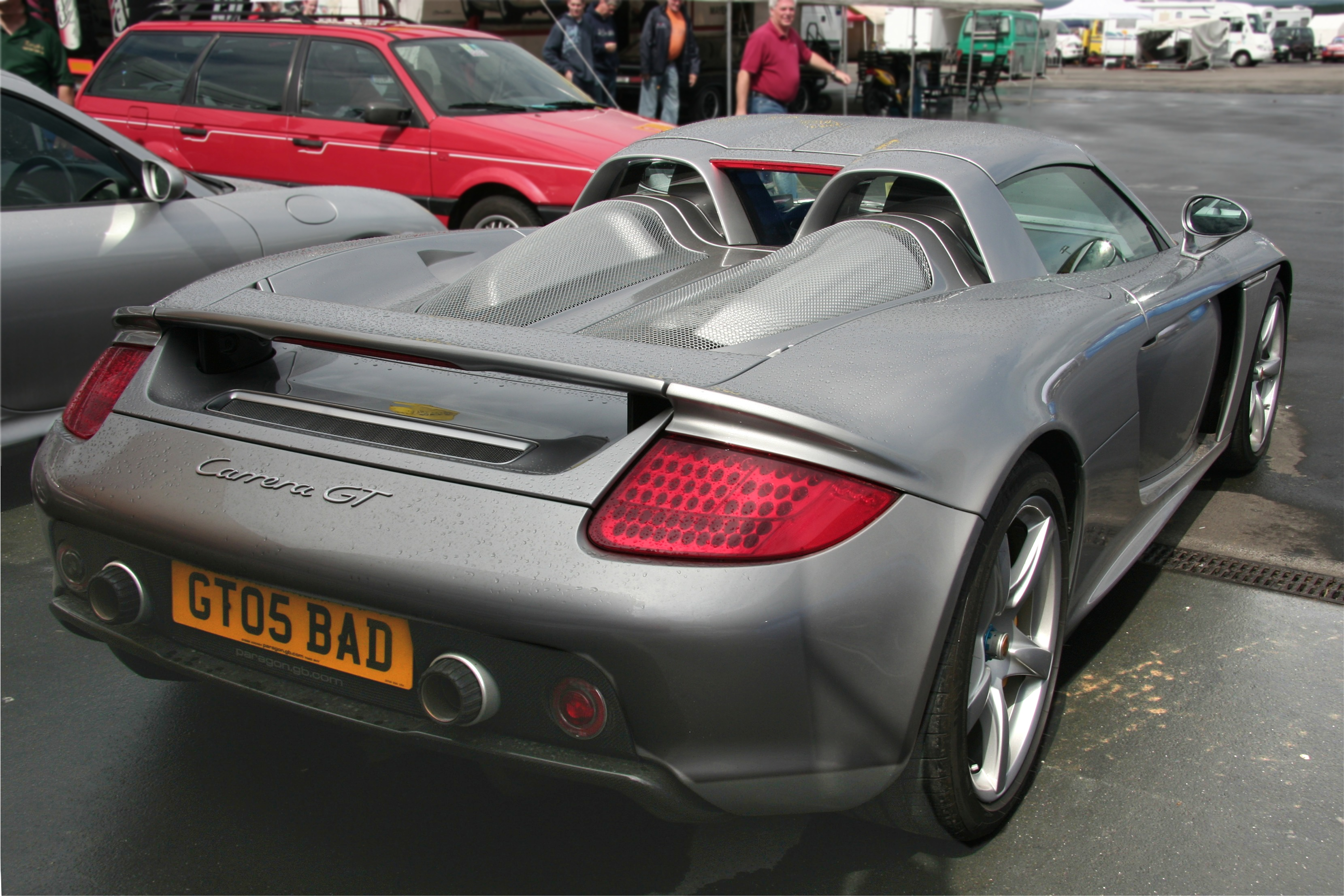
Вид сзади

- Система управления двигателем — Bosch ME7.7.1, с распределенным впрыском топлива и электронной педалью газа.
- Передняя и задняя подвеска — на двойных поперечных рычагах, пружины и амортизаторы в кузове, стабилизатор поперечной устойчивости.
- Тормоза — дисковые с вентилируемыми перфорированными дисками диаметром 380 мм спереди и сзади.
- Вспомогательные системы активного управления: ABS; система распределения момента между задними колесами ABD.
- Шины — спереди 265/35 ZR(индекс скорости более 240 км/ч) 19", сзади 335/30 ZR 20"
- Отношение мощность/масса — 4,43 л. с./10 кг.
- Разгон 0-200 км/ч — 9,9 с
- Разгон 0-300 км/ч — 34,2 с
- Разгон/скорость на дистанции 400 м: с/км/ч — 11,5/208.
- Разгон/скорость на дистанции 1000 м: c/км/ч — 20,4/266
- Тормозной путь на скорости  250-0 км/ч — 191 м

## Галерея

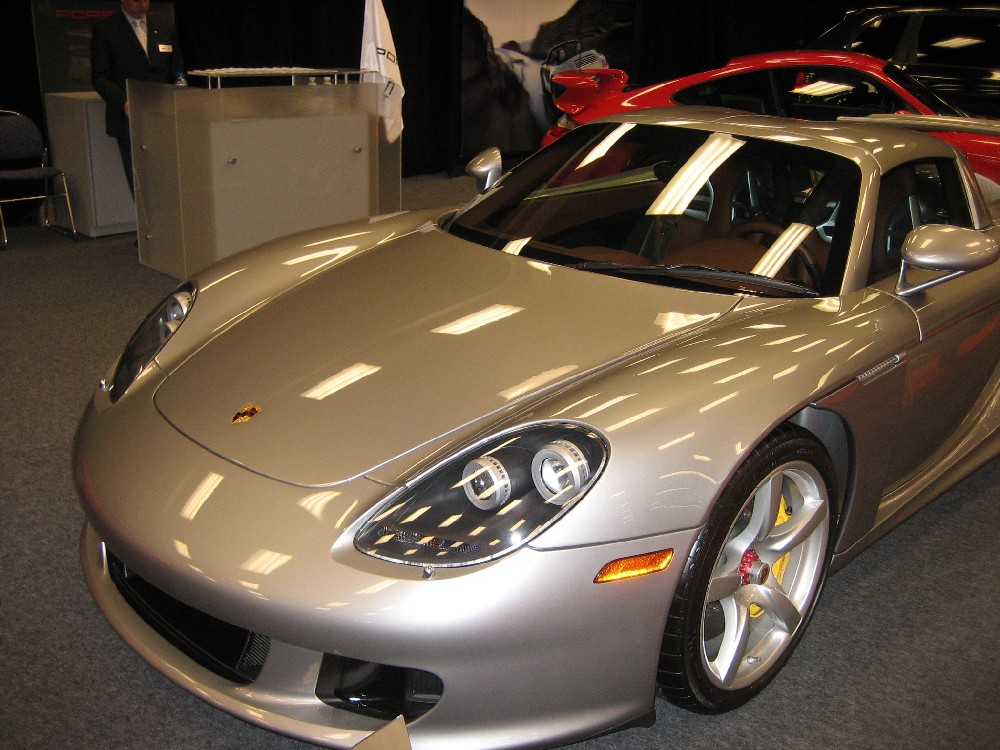
Вид спереди
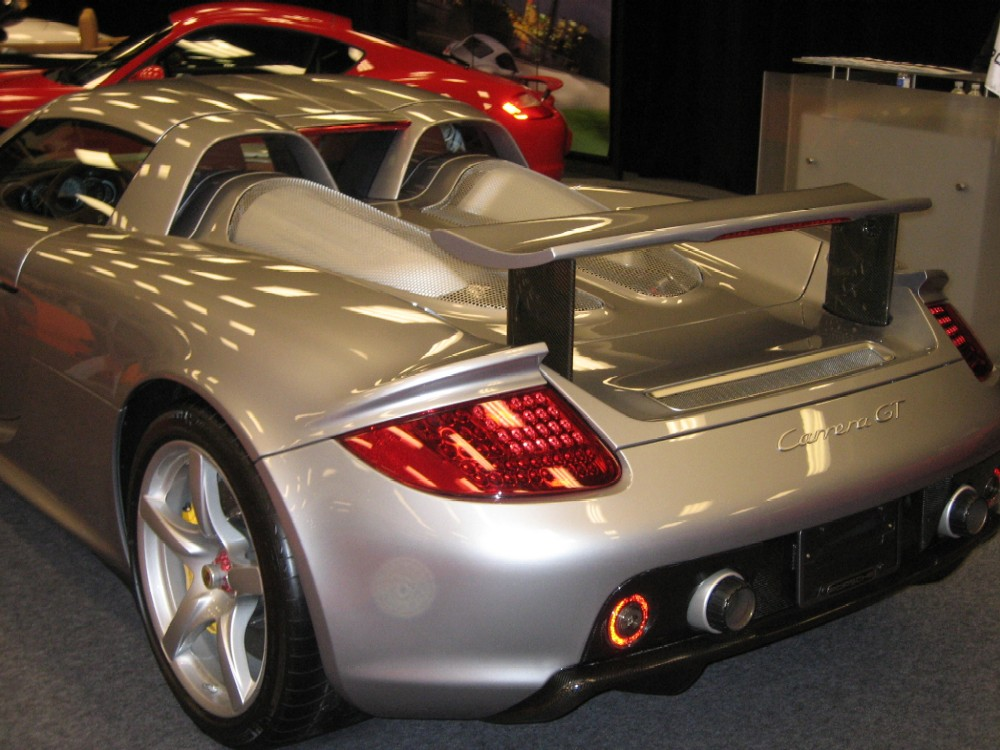
Вид сзади
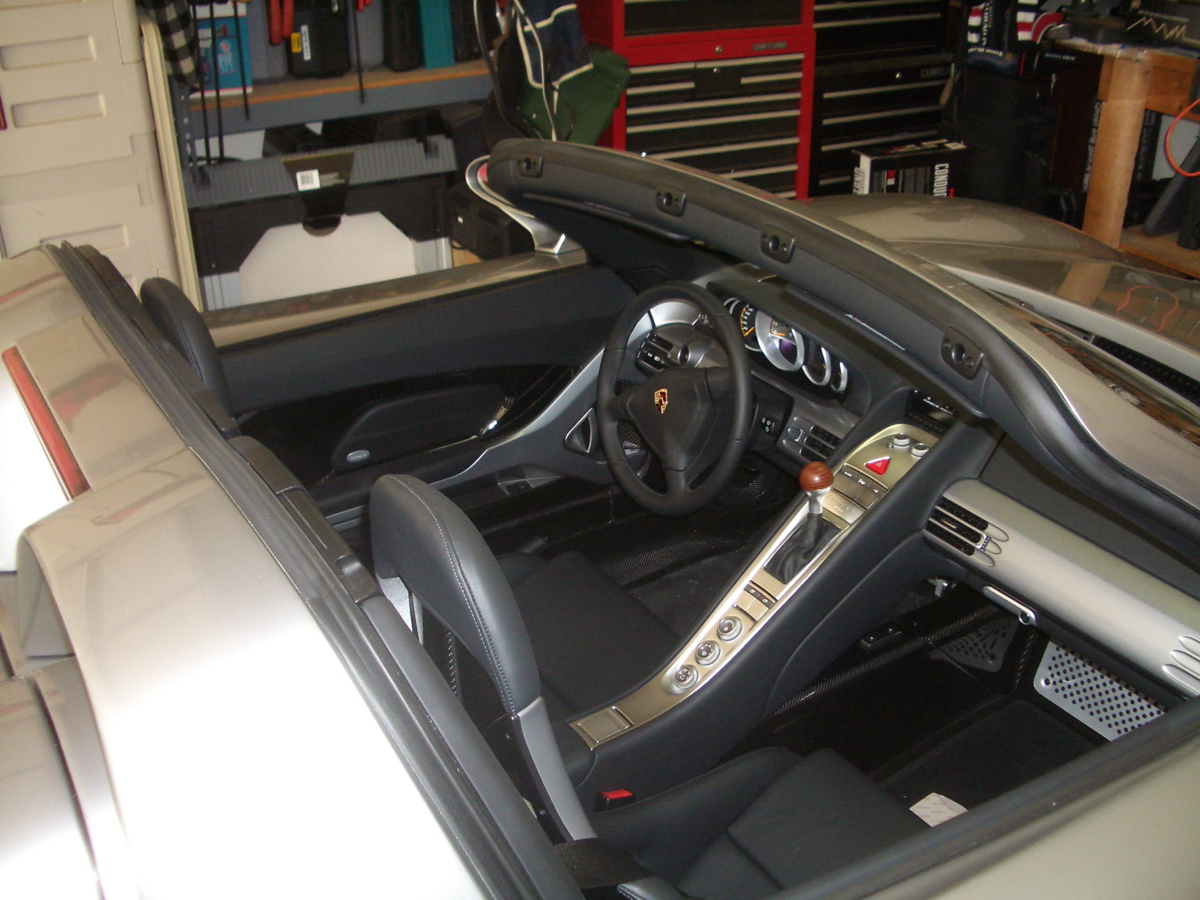
Интерьер
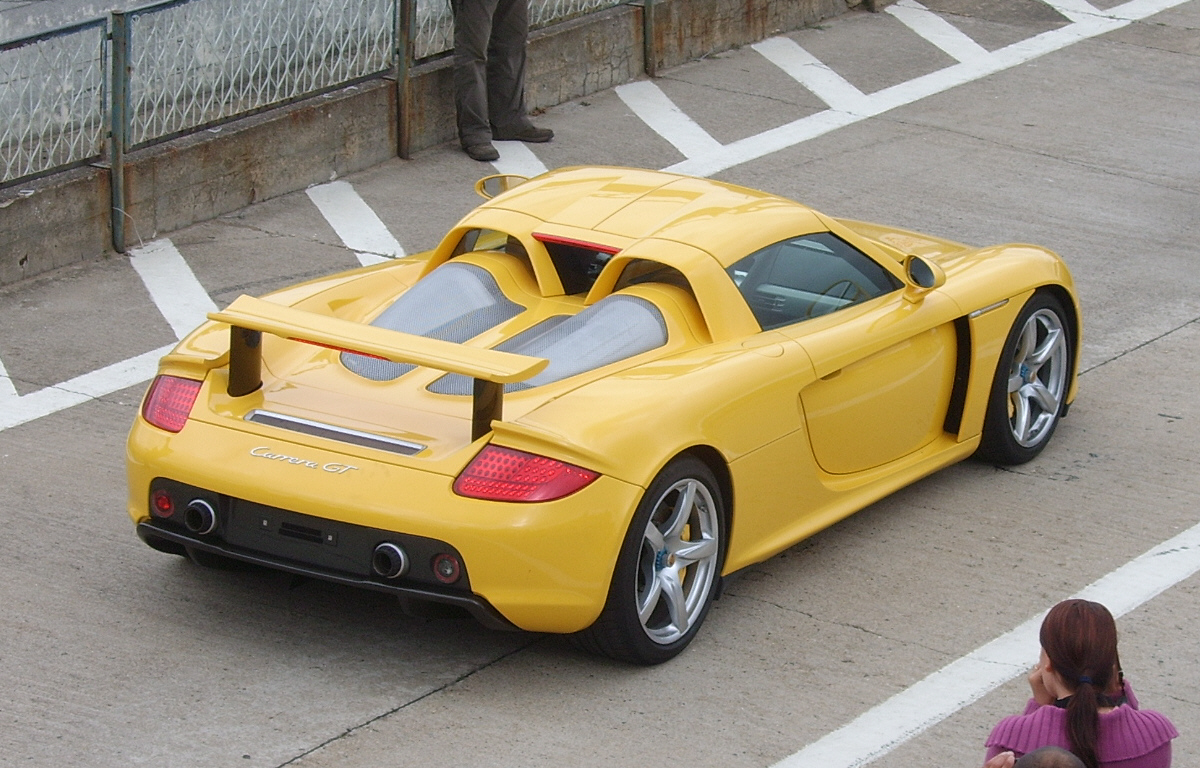
Porsche Carrera GT